# Hinduseglare
Hinduseglare (Zoonavena sylvatica) är en asiatisk fågel i familjen seglare.

## Utseende och läten
Hinduseglare är en liten (11–13 cm) medlem av familjen med rätt stort huvud och karakteristisk vingform: böjd yttre del, utbuktande på mitten och nypt in mot kroppen. Stjärten är kort och fyrkantig, rundad när fågeln sprider ut den. Fjäderdräkten är mörk med är vit på övergumpen och även vitaktig på buk och undre stjärttäckare. Fågeln är rätt tystlåten, men ibland hörs ett elektriskt "zzik-zzik".

## Utbredning och systematik
Fågeln förekommer från området söder om Himalaya i Indien till västra Myanmar. Den behandlas som monotypisk, det vill säga att den inte delas in i några underarter.

## Status och hot
Arten har ett stort utbredningsområde och en stor population med stabil utveckling och tros inte vara utsatt för något substantiellt hot. Utifrån dessa kriterier kategoriserar internationella naturvårdsunionen IUCN arten som livskraftig (LC). Världspopulationen har inte uppskattats men den beskrivs som generellt ovanlig och lokalt förekommande, dock mycket vanlig i vissa områden.

## Namn
Fågeln har på svenska även kallats indisk taggstjärtseglare och vitgumpad taggstjärtseglare.